# 小行星48643
小行星48643（48643 Allen-Beach）是一颗绕太阳运转的小行星，为主小行星带小行星。该小行星于1995年10月20日发现。
該小行星以《小行星/彗星關聯》（Asteroid/Comet Connection）的美國出版商比爾·艾倫（Bill Allen）和莎莉·比奇（Sally Beach）命名。

## 轨道参数
小行星48643的轨道半长轴为2.3084610 UA，离心率为0.125。